# Aşağıyeniyapan, Oğuzeli
Aşağı Yeniyapan là một xã thuộc huyện Oğuzeli, tỉnh Gaziantep, Thổ Nhĩ Kỳ. Dân số thời điểm năm 2011 là 285 người.